# Санта Марија дел Таро (Парма)
Санта Марија дел Таро је насеље у Италији у округу Парма, региону Емилија-Ромања.
Према процени из 2011. године у насељу је живело 234 становника. Насеље се налази на надморској висини од 728 m.